# Pé de Serra
Pé de Serra é um município brasileiro localizado no estado da Bahia, na Região Sisaleira e na Região Geográfica Imediata de Feira de Santana. Situa-se a 220 quilômetros da capital do estado, Salvador. O acesso ao município é feito pela BR-324 e pela BA-233, percorrendo-se 19 quilômetros nesta última até chegar à sede municipal. O distrito-sede está estrategicamente posicionado entre duas montanhas, o que inspirou o nome da cidade. Pé de Serra foi emancipado em 20 de março de 1985 e, segundo estimativas do IBGE para o ano de 2024, possui uma população de 13.675 habitantes e uma área territorial de  616,211 km².

### Formação Administrativa
Elevado à categoria de município com a denominação de Pé de Serra, pela Lei nº 4.411, de 19.03.1985, desmembrado de Riachão do Jacuípe. Sede no atual distrito de Pé da Serra (ex-povoado). Constituído do distrito sede. Instalado em 01.01.1986. Em divisão territorial datada de 1988, o município de Pé de Serra é constituído do distrito sede. Assim permanecendo em divisão territorial datada de 2007.

### Agricultura
O sisal, também conhecido como agave, é o principal cultivo permanente realizado no município. Segundo estimativas do IBGE, existem aproximadamente 150 hectares destinados à produção, e a quantidade produzida em 2012 foi equivalente a 68 toneladas.[carece de fontes?]
Além da produção do sisal, outros bens também são produzidos, em caráter temporário, como o feijão (182 toneladas), o milho (198 toneladas) e a mandioca (421 toneladas), além de [outros produtos. No entanto, as plantações estão cada vez mais escassas na zona rural do município, haja vista a franca expansão dos rebanhos. Há também a extração vegetal e silvicultura, onde destaca-se o umbu e a lenha.